# Diphyllobothrium latum
Diphyllobothrium latum е плосък паразитен червей известен още като Рибна тения. Локализира се в тънките черва на крайните гостоприемници каквито са човека, котките, кучетата, свине и други животни. Заболяването, което предизвикват както рибната тения, така и други представители от род Дифилоботриум се нарича Дифилоботриоза.

## Морфологични особености
Дължината на възрастните паразити достига до 15 метра при човека и около 2 – 3 метра при домашната котка. Сколексът има бадемовидна форма с две бразди (ботрии). С тяхна помощ се закрепва за лигавицата на червото. Шийката е къса. Стробилата е съставена от повече от 1000 членчета (до 4000 при човека). Членчетата са хермафродитни. Съдържат двуделен яйчник в центъра и по около 600 – 700 семенника. Яйцата са кафяви с капаче в единия полюс с размери 0,07/0,05 μm.

## Жизнен цикъл
При биологичния цикъл Diphyllobothrium latum преминава през три гостоприемника. Отделените с фекалиите яйца попадат във външната среда. Тук за около 2 – 3 седмици се излюпват ларви наречени корацидии. Те попадат в междинните гостоприемници. Това са рачета от родовете Cyclops, Diaptomus, Eudiaptomus и Acanthodiaptomus. За около 2 – 3 седмици в тях се оформя ларва от типа процеркоид. Допълнителни гостоприемници са риби от родовете Cyprinus, Tinca и др. Те се заразяват като консумират заразени рачета. В тях се развива следващата ларвна форма наречена плероцеркоид. Тя капсулира в мускулатурата на рибата или се развива в коремната кухина. Ларвата в коремната кухина наподобява на половозряла форма при крайните гостоприемници. Понякога в цикъла на развитие допълнително се включват и резервоарни гостоприемници. Това са хищни риби, които изяждат допълнителните гостоприемници. Човекът и животните се заразяват като консумират сурова или полусурова заразена с плероцеркоиди риба. В тях цестодите достигат полова зрялост и живеят с години.